# Galeta màgica
En informàtica, una galeta màgica, o simplement galeta per abreujar, és un testimoni o paquet curt de dades que es transmeten entre programes que es comuniquen. La galeta s'utilitza sovint per identificar un esdeveniment particular o com a "manejador, identificador de transacció o un altre testimoni d'acord entre programes cooperants".

## Ús
Les dades de les galetes normalment no tenen sentit per al programa receptor. Els continguts són opacs i no solen interpretar-se fins que el destinatari torna les dades de les galetes al remitent o potser a un altre programa en un moment posterior.
En alguns casos, els programes receptors són capaços de comparar de manera significativa dues galetes per a la igualtat.
La galeta es pot utilitzar com un bitllet.

## Ús primerenc
El terme galeta màgica apareix a la pàgina de manual per a la rutina fseek a la biblioteca estàndard C, que es remunta almenys al 1979, on s'indica:
- " ftell retorna el valor actual del desplaçament relatiu a l'inici del fitxer associat amb el flux anomenat. Es mesura en bytes a UNIX; en alguns altres sistemes és una galeta màgica i l'única manera infalible d'obtenir un desplaçament per a buscar ".[3]

## Galeta com a testimoni
Una analogia és la fitxa subministrada en un taulell de control d'abric (guarderia) a la vida real. El testimoni no té cap significat intrínsec, però la seva singularitat permet canviar-lo per l'abric correcte quan es retorna al comptador de control de capa. La fitxa de control de la capa és opaca perquè la manera en què el personal del taulell pot trobar la capa correcta quan es presenta la fitxa no té importància per a la persona que desitja que li tornin la capa. En altres casos (com és possible amb les galetes HTTP), les dades reals d'interès es poden emmagatzemar com a parells nom-valor directament a la galeta.
Les galetes s'utilitzen com a testimonis d'identificació en moltes aplicacions informàtiques. Quan un visita un lloc web, el servidor remot pot deixar una galeta HTTP a l'ordinador, on sovint s'utilitzen per autenticar la identitat en tornar al lloc web.
Les cookies són un component del mètode d'autenticació més comú utilitzat pel sistema X Window.